# Ronderlin
Ronderlin war eine schwedische Indiepop-Band aus Göteborg.

## Bandgeschichte
Mitte der 90er Jahre zogen Kalle Grahm, Johan Lindwall und Styrbjorn Ekman von Eksjö, einer Kleinstadt in Småland, nach Göteborg, um dort eine neue Band zu gründen. Einige Zeit später traf Tommy Dannefjord auf die beiden. Im Frühjahr 1998 vervollständigten Per Larsson und Mats Lundquist die Band und Ronderlin war entstanden. In den beiden folgenden Jahren konzentrierte sich die Band zunächst auf das Komponieren eigener Songs und gaben auch einige Konzerte. Ende Sommer 2000 nahm  Ronderlin ein Demo-Tape im Nacksving Studio von Göteborg auf, auf dem frühe Versionen von Everything's Just Fine, Wave Another Day Goodbye, Reflected und Summer Likes The Wind zu finden sind, die später alle auf ihrem ersten Album erschienen sind. Das Demo schickten sie zu verschiedenen Plattenlabels, Radiostationen und Fanzines und erhielten große Aufmerksamkeit, so dass schließlich das Label Labrador Records auf die Band aufmerksam wurde und sie unter Vertrag nahm. Im Sommer 2001 kehrte die Band wieder in das Nacksving Studio zurück, um diesmal ihr Debütalbum einzuspielen, das im Herbst 2001 und Frühjahr 2002 abgemischt wurde. Wave Another Day Goodbye kam in Schweden Herbst 2002 heraus, in den USA, den Niederlanden, in Japan, Spanien und anderen Ländern dagegen erst 2003. Zu diesem Zeitpunkt beschloss Styrbjorn, die Band zu verlassen. Mats Lundquist übernahm daraufhin den Bass-Part und entwickelte sich zu einem guten Instrumentalisten. Die nächste Zeit verbrachte Ronderlin wieder im Probenraum und arbeitete an neuen Songs. Der Sound bewegte sich dabei in Richtung Electronica, ohne auf den Gitarren lastigen Pop zu verzichten. Erst Ende 2006 nach einem Wechsel zu Tomt Recordings erschien mit der Single Aside/Closed Eyes wieder eine Veröffentlichung von Ronderlin. Im Frühjahr 2007 kam bei Tomt das Nachfolgealbum The Great Investigation heraus. Anschließend folgten keine weiteren Veröffentlichungen oder Auftritte.

## Diskografie

### Alben
- 2002: Wave Another Day Goodbye (Labrador)
- 2007: The Great Investigation (Tomt)

### Singles
- 2006: Aside/Closed Eyes (Tomt)

### Kompilationsbeiträge
- 2002: Reflected − I’d Spend My Day with You (Universal)
- 2004: Last Night with the Master − Pop Dart Vol. 1 (Sudd.)